# Eyoub-moskee
De Eyoub-moskee is een moskee in de stad Bamako in het zuiden van Mali.

## Geschiedenis
De moskee werd gebouwd voor een bedrag van 2 miljard CFA-frank, dat volledig werd gefinancierd door de regering van Turkije. De bouw begon in 2012 en werd een jaar later in 2013 voltooid.

## Architectuur
De moskee werd gebouwd in Ottomaanse bouwstijl. Het interieur is voorzien van een centrale breuklijn versierd met islamitische kalligrafie. De muur is gemaakt van marmer en gevuld met getint glas uit Turkije.